# 가미마노촌
가미마노촌(上真野村)은 후쿠시마현 북동부, 소마군에 속해있던 촌이다.

## 역사
- 1889년 4월 1일 - 정촌제 시행에 의해 나메가타군 가미마노촌이 성립하였다.
- 1896년 4월 1일 - 군 통합에 의해 소마군이 성립하여 소속이 변경되었다.
- 1954년 3월 31일 - 가시마정, 마노촌, 야사와촌과 합병해, 새로운 가시마정이 성립하여 동일 가미마노촌은 폐지되었다.

## 교통

### 철도
촌역에 철도가 통과하지는 않았지만, 일본국유철도 조반선이 근처에 소재하였다.

### 도로
현재는 조반 자동차도가 구촌역을 통과하지만, 당시는 미개통.

## 참고문헌
- 角川日本地名大辞典 7 福島県